# 周船寺インターチェンジ
周船寺インターチェンジ（すせんじインターチェンジ）は、福岡県福岡市西区周船寺にある、西九州自動車道のインターチェンジである。入口が前原方面、出口が天神方面にしかないハーフIC。
九州大学の伊都キャンパスへの移転や大学周辺の開発などにより周辺道路の交通量が増加しており、渋滞緩和のためのフルIC化が検討されている。フルIC化されると、今宿ICに代わって天神方面と九州大学伊都キャンパスを結ぶ最寄のICとなる。

## 接続する道路
- 国道202号

## 周辺
- 九大学研都市駅
- 周船寺駅
- イオンモール福岡伊都

## 隣
E35 西九州自動車道（福岡前原有料道路）
今宿IC - 周船寺IC - 前原料金所 - 前原IC